# Bridge router
Định tuyến cầu (bridge router) hoặc brouter  là một thiết bị mạng hoạt động như một cầu định tuyến và như một bộ định tuyến. Brouter định tuyến các gói cho các giao thức đã biết và chỉ cần chuyển tiếp tất cả các gói khác như một cầu.
Brouters hoạt động ở cả lớp mạng cho các giao thức có thể định tuyến và ở lớp liên kết dữ liệu cho các giao thức không thể định tuyến. Khi các mạng tiếp tục trở nên phức tạp hơn, sự pha trộn của các giao thức có thể định tuyến và không thể định tuyến đã dẫn đến nhu cầu về các tính năng kết hợp của cầu nối và bộ định tuyến. Brouters xử lý cả các tính năng có thể định tuyến và không thể định tuyến bằng cách đóng vai trò là bộ định tuyến cho các giao thức có thể định tuyến và cầu nối cho các giao thức không thể định tuyến. Các giao thức được kết nối có thể lan truyền trên toàn mạng, nhưng các kỹ thuật như lọc và học có thể được sử dụng để giảm tắc nghẽn tiềm năng. Brouters được sử dụng như các thiết bị kết nối trong hệ thống mạng, do đó, nó hoạt động như một cầu nối trong mạng và như một bộ định tuyến trong mạng nội bộ.